# Notarius rugispinis
Notarius rugispinis, popularmente conhecida como jurupiranga ou bagre-tumbeló, é um peixe da família dos ariídeos (Ariidae), nativo das águas do mar do Caribe e do litoral da América do Sul, até o estado brasileiro da Bahia. Tem porte pequeno e habita zonas estuarinas, onde se alimenta de invertebrados locais. Não tem ampla participação no comércio internacional de peixes.

## Nome
O nome vernáculo jurupiranga tem origem tupi e é formado por yuru, "boca", e -pi'ranga, "vermelho(a)". Seu primeiro registra é de 1911. Por sua vez, bagre, de acordo com Joan Coromines, deriva do latim pagrus (originário do grego πάργος, párgos), "pargo", através do moçárabe, que originou no árabe da Península Ibérica e do Norte da África "bâgar". Sua primeira ocorrência remonta de 1553.

## Taxonomia
Notarius rugispinis foi descrito por Achille Valenciennes em 1840 como Arius rugispinis. Posteriormente a espécie foi transferida ao gênero Amphiarius, mas sua inclusão foi contestada por Betancur-R et al. (2007), que propuseram sua reclassificação para o gênero Notarius.

## Descrição
Notarius rugispinis atinge comprimento total de até 47 centímetros, mas mais comumente atinge 30 centímetros. Indivíduos entre 31 e 36 centímetros pesavam entre 230 e 345 gramas. Seu crescimento é lento (K = 0,230) e sua longevidade é mediana (Tmax = 12,4 anos).

## Distribuição e habitat
Notarius rugispinis ocorre no Caribe (Trindade e Tobago, Guianas) e no Atlântico Ocidental, desde a Guatemala até o Brasil. No Brasil, foi registrada nos estados do Amapá, Pará, Maranhão, Piauí, Ceará, Paraíba, Pernambuco, Alagoas e Bahia. Habita zonas costeiras e estuarinas rasas (de 0 a 50 metros), como desembocaduras de rios, áreas de manguezal e o estuário amazônico, sobre fundo de lama.

## Biologia e ecologia
Notarius rugispinis alimenta-se de crustáceos (decápodes, isópodes, estomatópodes e anfípodes). Reproduz-se entre setembro e novembro. No leste da Venezuela, a reprodução parece ocorrer durante a estação seca. O diâmetro dos ovos é de 14 a 15 milímetros, com cerca de 30 a 35 por fêmea, incubados na boca pelo macho. Foi identificada uma fêmea com 27 centímetros teve 54 ovos de 10 milímetros de diâmetro. Suas gônadas se desenvolvem em tamanhos de 12 centímetros ou menos.

## Conservação
A União Internacional para a Conservação da Natureza (UICN) classifica Notarius rugispinis como uma espécie pouco preocupante (LC), em decorrência de sua ampla distribuição e abundância em seus habitats. É frequentemente capturada como captura acidental na pesca artesanal e consumida localmente, mas a prática não é considerada uma grande ameaça à sua população global. Quando comercializado, é vendido fresco e salgado, e congelado, se exportado. Em 2018, foi classificada como pouco preocupante (LC) no Livro Vermelho da Fauna Brasileira Ameaçada de Extinção do Instituto Chico Mendes de Conservação da Biodiversidade (ICMBio). Não é sabida a abundância e a estrutura populacional da espécie no litoral brasileiro, mas é considerada relativamente comum em alguns locais, o que pode ser o caso em outros países. Sua captura no Brasil é significativa na pesca artesanal (pesca de curral, rede de espera, covo) para consumo pela população carente. Em sua área de distribuição, ocorre em algumas áreas de conservação: a Área de Proteção Ambiental Delta do Parnaíba (APA Delta do Parnaíba), a Reserva Extrativista Acaú-Goiana (Resex Acaú-Goiana), a Reserva Extrativista Marinha de Caeté-Taperaçu (Resex Marinha de Caeté-Taperaçu), a Área de Proteção Ambiental Baía de Todos os Santos (APA Baía de Todos os Santos) e a Área de Proteção Ambiental do Catolé e Fernão Velho (APA do Catolé e Fernão Velho).